# Dichochrysa macleodi
Dichochrysa macleodi är en insektsart som först beskrevs av Adams och Garland 1983.  Dichochrysa macleodi ingår i släktet Dichochrysa och familjen guldögonsländor. Inga underarter finns listade i Catalogue of Life.